# راسلمينيا 23
راسلمينيا 23 هو المهرجان الثالث والعشرون من مهرجانات راسلمينيا الذي يقدمه مؤسسة الدبليو دبليو إي جرى عرضه في 1 أبريل 2007 في ساحة فورد فيلد في مدينة لديترويت، بولاية ميشيغان .

## المباريات
| رقم المباراة | المباراة                                                                                          | شرط المباراة                                                    |
| ------------ | ------------------------------------------------------------------------------------------------- | --------------------------------------------------------------- |
| 1            | كارليتو وريك فلير يهزمان تشافو غيريرو وذا هيركاين                                                 | مباراة لامبر جاك                                                |
| 2            | مستر كينيدي يهزم سي أم بانك وايدج وفينلي وجيف هاردي وبوكر تي وراندي اورتن ومات هاردي              | مباراة سلالم ماني إن ذا بانك                                    |
| 3            | جريت كالي يهزم كين                                                                                | مباراة فردية                                                    |
| 4            | كريس بنوا يهزم ام في بي                                                                           | مباراة على بطولة الولايات المتحدة                               |
| 5            | اندرتيكر يهزم باتيستا                                                                             | مباراة علي بطولة العالم للوزن الثقيل                            |
| 6            | روب فان دام وسابو وساندمان وتومي دريمر يهزمون انجيلو دينارو وكيفين ثورن ومونتي براون ومات سترايكر | مباراة ثمانية                                                   |
| 7            | بوبي لاشلي يهزم اوماغا                                                                            | مباراة شعر دونالد ترامب ضد شعر فينس مكمان الفائز يحلق شعر الاخر |
| 8            | ميلينا تهزم اشلي                                                                                  | مباراة لامبرجيل علي بطولة السيدات                               |
| 9            | جون سينا يهزم شون مايكلز                                                                          | مباراة علي بطولة العالم للدبليو دبليو إي للوزن الثقيل           |

## روابط خارجية
- راسلمينيا 23 على موقع IMDb (الإنجليزية)
- راسلمينيا 23 على موقع قاعدة بيانات الفيلم (الإنجليزية)
- راسلمينيا 23 على موقع كينوبويسك (الروسية)
- Official WrestleMania 23 website